# Progress M-26M
La missione Progress M-26M del programma russo Progress, registrata dalla NASA come missione 58P, è una missione di rifornimento della Stazione spaziale internazionale completamente automatizzata, senza equipaggio a bordo.

## Lancio
Il lancio è stato effettuato il 17 febbraio 2015 alle 11:00 UTC dal cosmodromo di Bajkonur.

## Attracco
La navetta ha attraccato in modo automatico al modulo di servizio Zvezda alle 16:57 UTC, poco meno di sei ore dopo il lancio.

## Carico
Il carico utile trasportato è stato di 2370 kg, tra cibo, carburante, rifornimenti di ossigeno e acqua, parti di ricambio e materiale scientifico per l'equipaggio della missione Expedition 42.

## Rientro
Dopo il distacco dalla Stazione Spaziale avvenuto il 14 agosto 2015 alle 10:19 UTC, la Progress è rientrata nell'atmosfera terrestre disintegrandosi e finendo la propria missione alle 14:17 UTC dello stesso giorno, poco meno di 4 ore dopo il distacco.